# Pison (usurpateur)
Pour les articles homonymes, voir Calpurnius Piso.
Pison est d'après L’Histoire Auguste un général romain. Il est l'un de ceux qui usurpent la pourpre impériale sous l'empereur Gallien. Son existence réelle est douteuse en raison de la faiblesse des sources historiques.

## Sources
L’Histoire Auguste est la seule source documentaire qui mentionne Pison, dans ses passages les moins fiables. Selon André Chastagnol, ce Pison est une invention et n'a pas d'existence historique. Le numismate Henry Cohen pour sa part constate l’absence de monnaies frappées au nom de Pison.

## Biographie
Selon l’Histoire Auguste, Pison est un général romain à qui l’usurpateur Macrien confie la mission d’éliminer Valens un autre compétiteur en Achaïe. Pison échoue, se replie en Thessalie où des soldats de Valens le tuent.
L’Histoire Auguste le présente comme vertueux, parent des Calpurnii et affirme qu’on lui aurait décerné à Rome les honneurs divins après sa mort, ainsi qu’une statue avec quadrige sur le futur emplacement des thermes de Dioclétien.